# Villamontán de la Valduerna
Villamontán de la Valduerna è un comune spagnolo di 715 abitanti situato nella comunità autonoma di Castiglia e León.